# Angitia camptosema
Angitia camptosema là một loài bướm đêm trong họ Noctuidae.